# 长距翠雀花
长距翠雀花（学名：Delphinium tenii）为毛茛科翠雀属的植物，是中国的特有植物。分布于中国大陆的云南等地，生长于海拔1,850米至3,400米的地区，见于山地草坡以及林边，目前尚未由人工引种栽培。

## 异名
- Delphinium dolichocentrum W. T. Wang